# Hans Bååthe
Hans Martin Bååthe, född 15 maj 1933 i Buenos Aires, är en svensk arkitekt.
Bååthe, som är son till kontraktsprost Nils Bååthe och Ingeborg Backmansson, avlade studentexamen i Sigtuna 1952 och utexaminerades från Kungliga Tekniska högskolan 1958. Han anställdes hos arkitekt Nils-Henrik Winblad 1958, arkitekterna Hans Brunnberg och Björn Berntson 1959, arkitekt Lennart Brundin 1963 och tjänstgjorde hos professor Hans Brunnberg från 1965. Han har ritat bland annat församlingshemmet i Västerhaninge församling, där fadern var kyrkoherde.